# Evangelische Kirche Dörnhagen

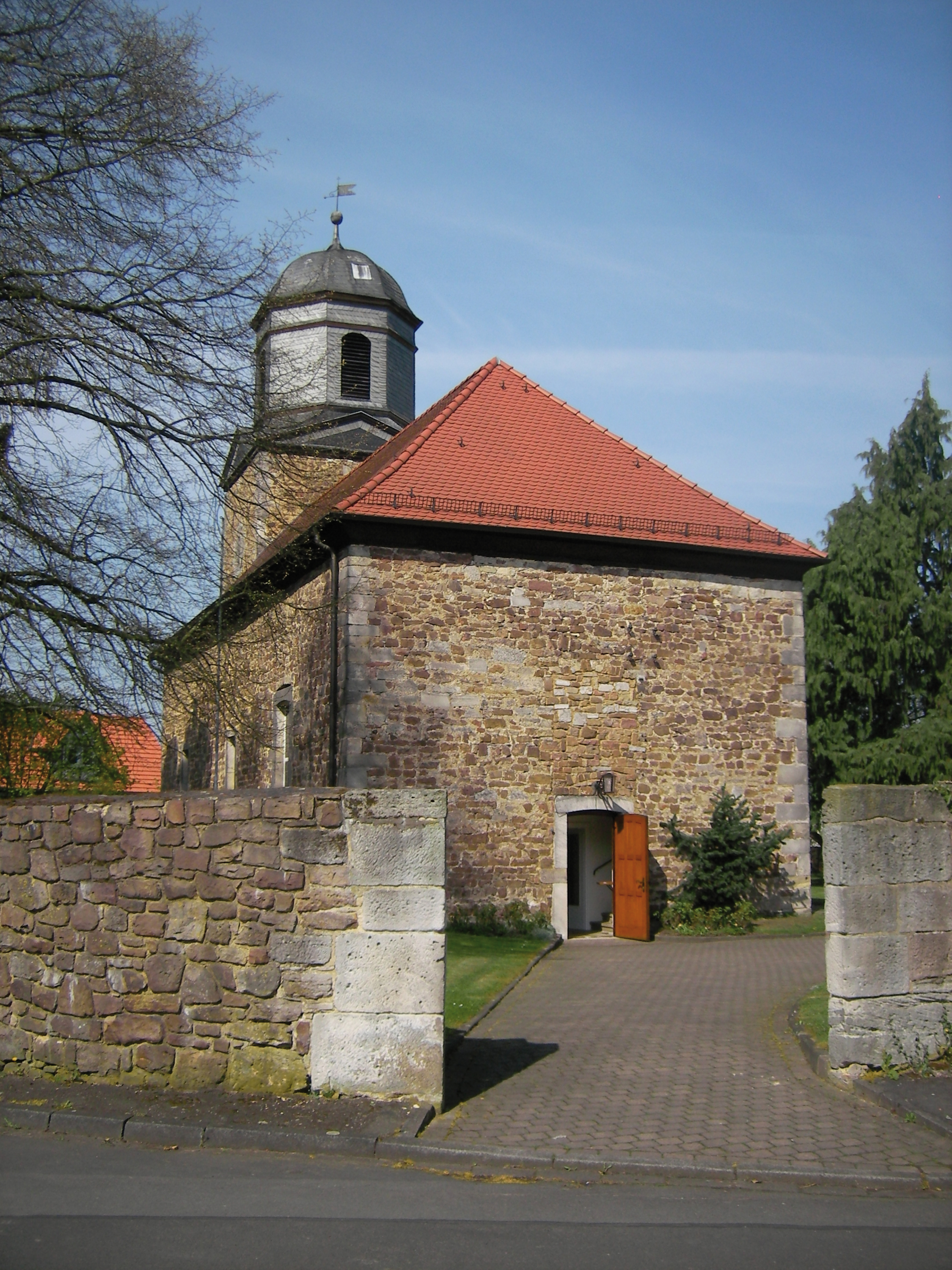
Kirche Dörnhagen – Ansicht von Osten

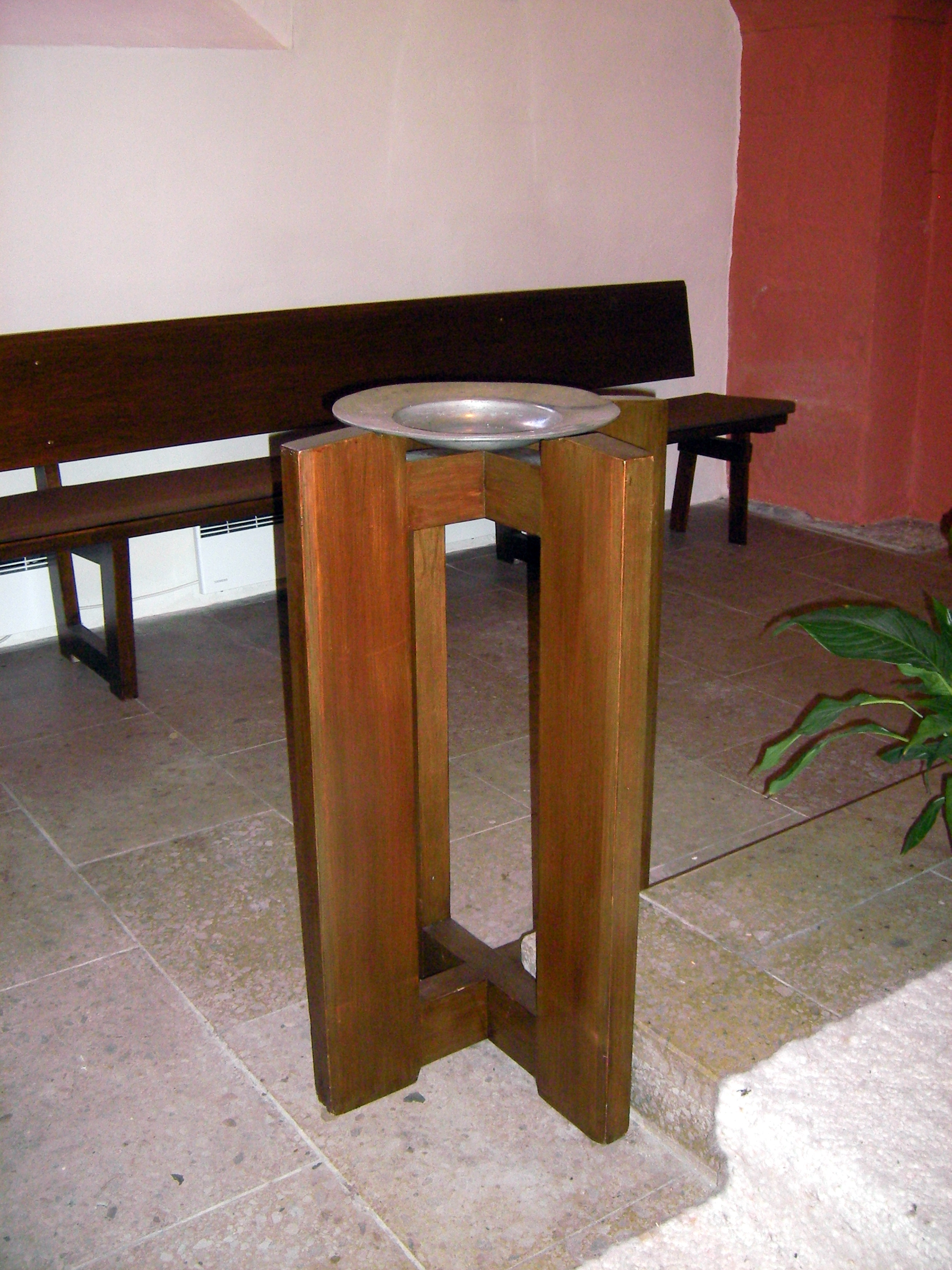
Das Taufbecken

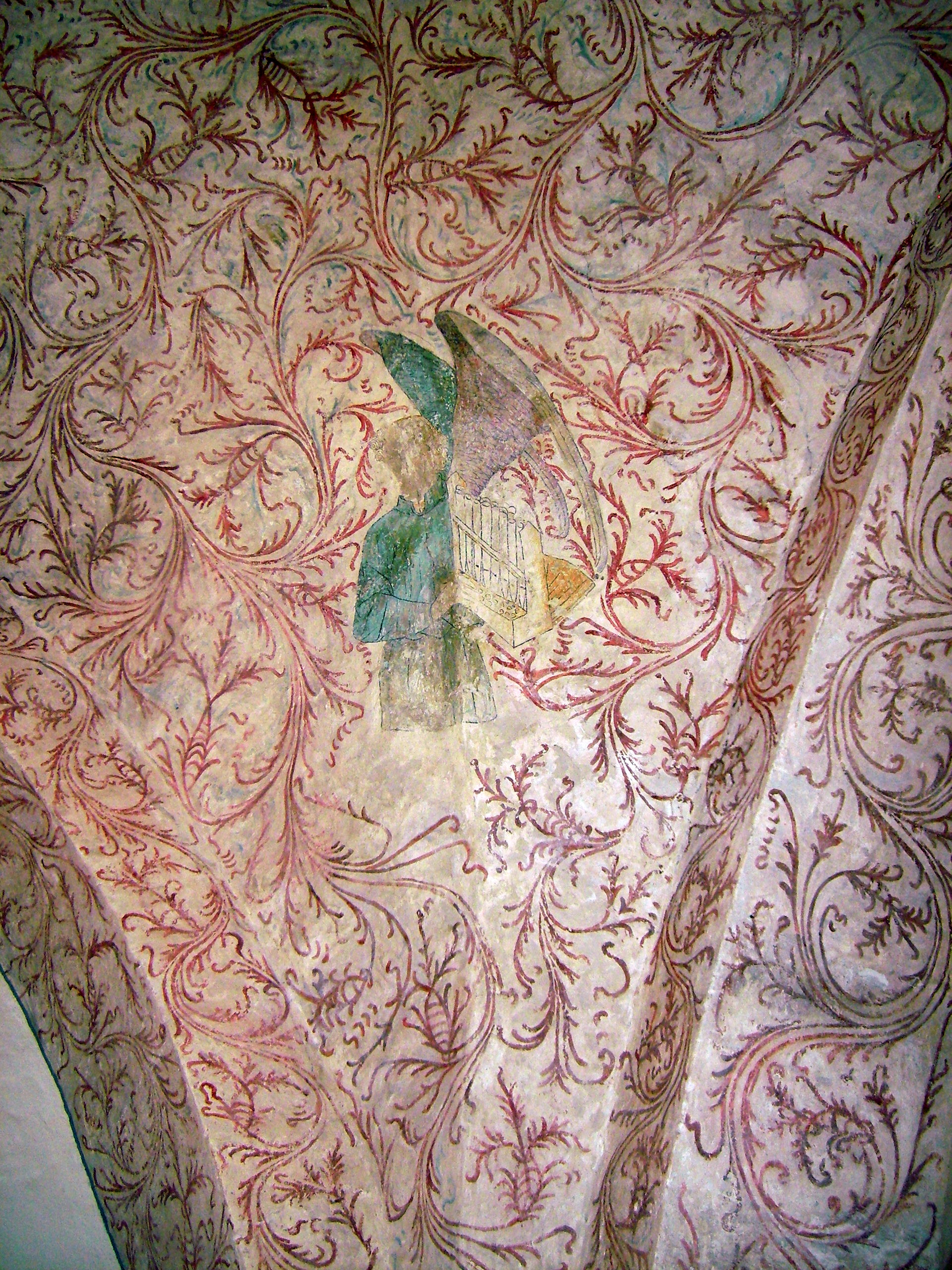
Fresken in der Kirche Dörnhagen

Die Evangelische Kirche Dörnhagen ist ein denkmalgeschütztes Kirchengebäude in Dörnhagen, einem Ortsteil von Fuldabrück im Landkreis Kassel (Hessen). Erstmals erwähnt wurde die Kirche 1425; der erste Pfarrer ist für 1450 belegt. Die Kirchengemeinde gehört zum Kirchenkreis Kaufungen im Sprengel Kassel der Evangelischen Kirche von Kurhessen-Waldeck.

## Architektur
Die Anlage steht in einem Wehrfriedhof, dessen spätgotische Ringmauer noch heute Schießscharten aufweist. Auch Reste des Wehrganges sind noch erhalten. Das romanische, ursprünglich flachgedeckte Schiff wurde im 12. Jahrhundert errichtet. Im Westen befindet sich eine teilweise vermauerte Doppelarkade zu einem geplanten, aber nicht ausgeführten Westturm. In der Mitte des 13. Jahrhunderts wurde in das Schiff zwei gebuste Kreuzgratgewölbe eingezogen. Die ursprünglichen Bogenfenster wurden dabei überschnitten und vermauert. Die kräftigen zugespitzten Gurt- und Schildbögen ruhen auf starken Wandvorlagen. Der schmalere mittelalterliche Chor wurde 1734 durch einen Rechteckchor in der Breite des Schiffes ersetzt. Die schiefergedeckteTurmhaube des jetzigen quadratischen Westturms wurde 1798 aufgesetzt. Das Westportal stammt von 1800. Die Fenster im Schiff wurden 1832 vergrößert. Bemerkenswert ist die reichverzierte Decke mit Engelfiguren; die alten Deckengemälde wurden bei einer Renovierung in den Jahren 1965 bis 1966 aufgedeckt und restauriert.

## Ausstattung
- Die Kanzel vom 17. Jahrhundert wurde 1901 stark ergänzt
- Die Orgel wurde 1751 von Beyerod in Wanfried gebaut
- Ein spätgotischer Kelch aus vergoldetem Silber von 1440[1]